# Weiße Krone des Südens
Die altägyptische weiße Krone des Südens wurde bislang seit der prädynastischen Zeit traditionell Oberägypten zugeordnet. Zweifelsfrei symbolisierte die weiße Krone des Südens erst in der 1. Dynastie unter Wadji mit geografischer Erweiterung insgesamt den Landesteil Oberägypten. 

## Hintergrund

### Frühere Vermutungen
In der Ägyptologie basierte die Annahme, dass die weiße Krone schon in urzeitlichen Epochen für Oberägypten stand, auf den Darstellungen des Narmer bei seiner Reichseinigung. Während in prädynastischer Zeit die rote Krone des Nordens symbolisch jedoch noch für die oberägyptische Region Naqada steht, ist die weiße Krone des Südens in der Naqada-IIIA-Kultur im nubischen Qustul belegt.

### Neue Erkenntnisse
Jochem Kahl nimmt an, dass die nachgewiesenen engen Kontakte von Qustul und Hierakonpolis die Annahme wahrscheinlich machen, dass Hierakonpolis als „Heimat der weißen Krone“ angesehen werden kann. Erhärtet wird diese Annahme durch den Fund eines Messergriffs im Grab des U-j, auf welchem bereits die weiße Krone abgebildet ist. 
Die Fundbelege zeigen, dass die rote und die weiße Krone in prädynastischer Zeit nur für den Landesteil Oberägypten standen, während Unterägypten kronenmäßig noch nicht in Erscheinung trat. Horus konnte seinem  oberägyptischen Hauptkultort Hierakonpolis zugeordnet werden, während Seth ebenfalls in Oberägypten, jedoch in Naqada beheimatet war. Ergänzend erscheint die geografische Teilung Ägyptens auffällig, wobei sich Oberägypten mit den beiden Kronen zunächst auf das Niltal beschränkte und sich Unterägypten nur auf den fruchtbaren Kernbereich des Nildeltas bezog.
Die unter König Wadji (um 2880 bis 2870 v. Chr.) erstmals verwendete unterägyptische Gleichsetzung ist in der veränderten Erscheinungsform des Nebtinamens dokumentiert. Während auf einem Jahrestäfelchen des Wadji  die Kronengöttin Nechbet zu sehen ist, die Oberägypten repräsentierte, wurde die aus Buto stammende Schlangengöttin Wadjet durch die rote Krone des Nordens ersetzt.